# 细鳞厚鼬鳚
细鳞厚鼬鳚（学名：Pycnocraspedum microlepis）为蛇鳚科厚鼬鳚属的鱼类，俗名细鳞鼬鱼、细鳞鼬鲫。分布于日本南部熊野滩及土佐冲以及台湾西南部东港等泥沙底海区等，属于西北太平洋底层海鱼类。该物种的模式产地在Kumano-Nada。
其种加词“microlepis”意为“细鳞的”。